# Jōraku-ji
 (juillet 2023).
Si vous disposez d'ouvrages ou d'articles de référence ou si vous connaissez des sites web de qualité traitant du thème abordé ici, merci de compléter l'article en donnant les références utiles à sa vérifiabilité et en les liant à la section « Notes et références ».
Joraku-ji le 14e temple du pèlerinage de Shikoku au Japon.

## Localisation
Il situé sur la municipalité de Tokushima, préfecture de Tokushima, au Japon,.
On y accède, depuis le temple 13, Dainichi-ji, après une marche d'environ 3 km en ville et la traversée de la rivière Akui.

## Histoire
Le temple fut fondé en 815 par le moine Kukai. C'est le seul temple du pèlerinage qui soit dédié à Miroku Bosatsu.
En 2015, le Joraku-ji est désigné Japan Heritage avec les 87 autres temples du pèlerinage de Shikoku.